# 바이-돌 법안
바이-돌 법안(Bayh-Dole Act)은 1980년에 미국 상원의원 Birch Bayh과 밥 돌에 의해 제안된 특허 및 상표에 관한 법(Patent and Trademark Act Amendments)의 개정안이다.
이 법안의 주요 골자는 미연방정부의 지원을 받은 공공연구소, 대학, 비영리연구소 등의 연구결과를 그 기관이 특허를 출원하고 기술사용료를 받을 수 있게 허가했다는 점이다. 바이-돌 법안의 등장으로 미국 대학의 특허출원이 매우 활발해졌고, 연구개발활동이 단순히 학문적 대상만이 아닌 실용주의적 대상으로 확대되는 전기를 마련하여 경제발전에 도움이 되었다는 관측이 많다. 그러나 한편으로는, 이러한 움직임이 전통적으로 자신의 연구과정과 결과를 공개함으로써 인류지식의 진보에 기여했다는 '과학적 공용재(Scientific Commons)' 개념에 위배되고, 순수한 학문적 연구를 위축시킨다는 관측도 있다.

## 같이 보기
- 기술이전